# Chavannes-près-Renens
Chavannes-près-Renens is een gemeente en plaats in het Zwitserse kanton Vaud en maakt sinds 1 januari 2008 deel uit van het Ouest lausannois. Voor 2008 maakte de gemeente deel uit van het district Morges.
Chavannes-près-Renens telt 6126 inwoners.